# قانون گاز آرمانی

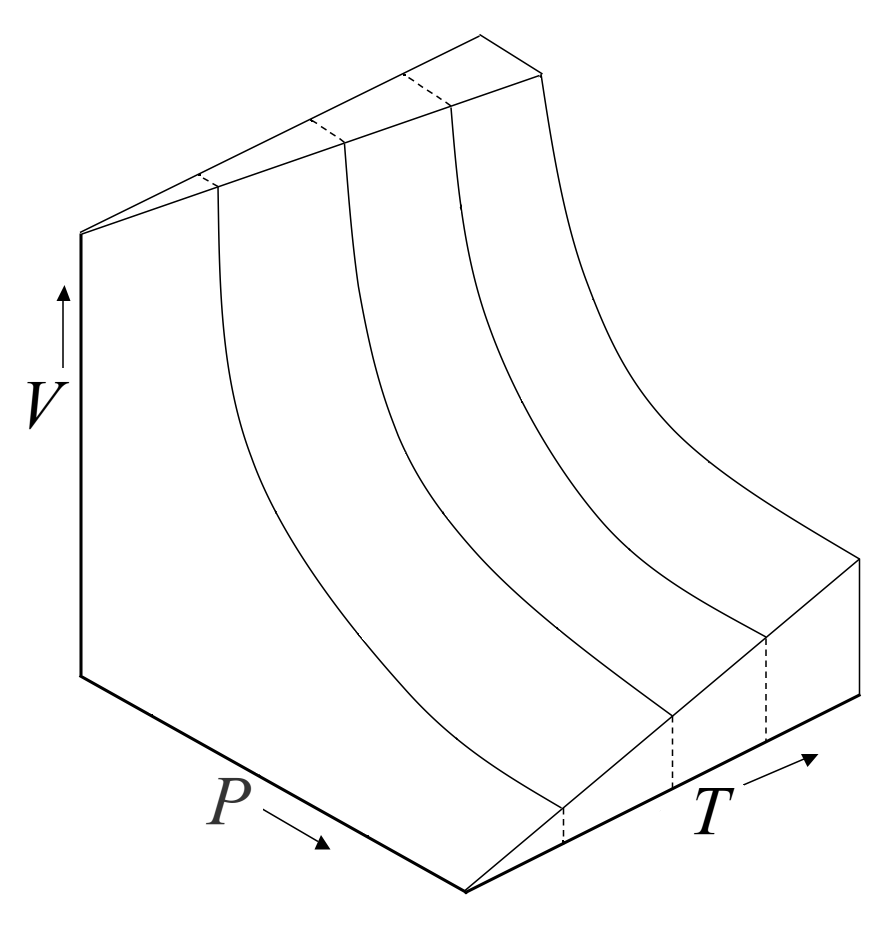
چند ایزوترم‌های گازهای آرمانی

قانون گاز آرمانی (به انگلیسی: Ideal gas law) یک معادله حالت است که بیانگر رفتار یک گاز فرضی به نام گاز ایده‌آل است. این قانون به‌طور تقریبی رفتار بسیاری از گازها را پیش‌بینی می‌کند. این قانون نخستین بار در سال ۱۸۳۴ توسط کلاپیرون و از ترکیب دو قانون شارل و بویل ارائه گردید.
قانون گاز ایده‌آل معمولاً به شکل معمول زیر نشان داده می‌شود:
{\displaystyle PV=nRT\,}
که در آن P فشار مطلق گاز، V حجم گاز، n مقدار ماده گاز (به واحد مول)، T دمای مطلق گاز و R ثابت عمومی گازها است.